# Bodywrapping

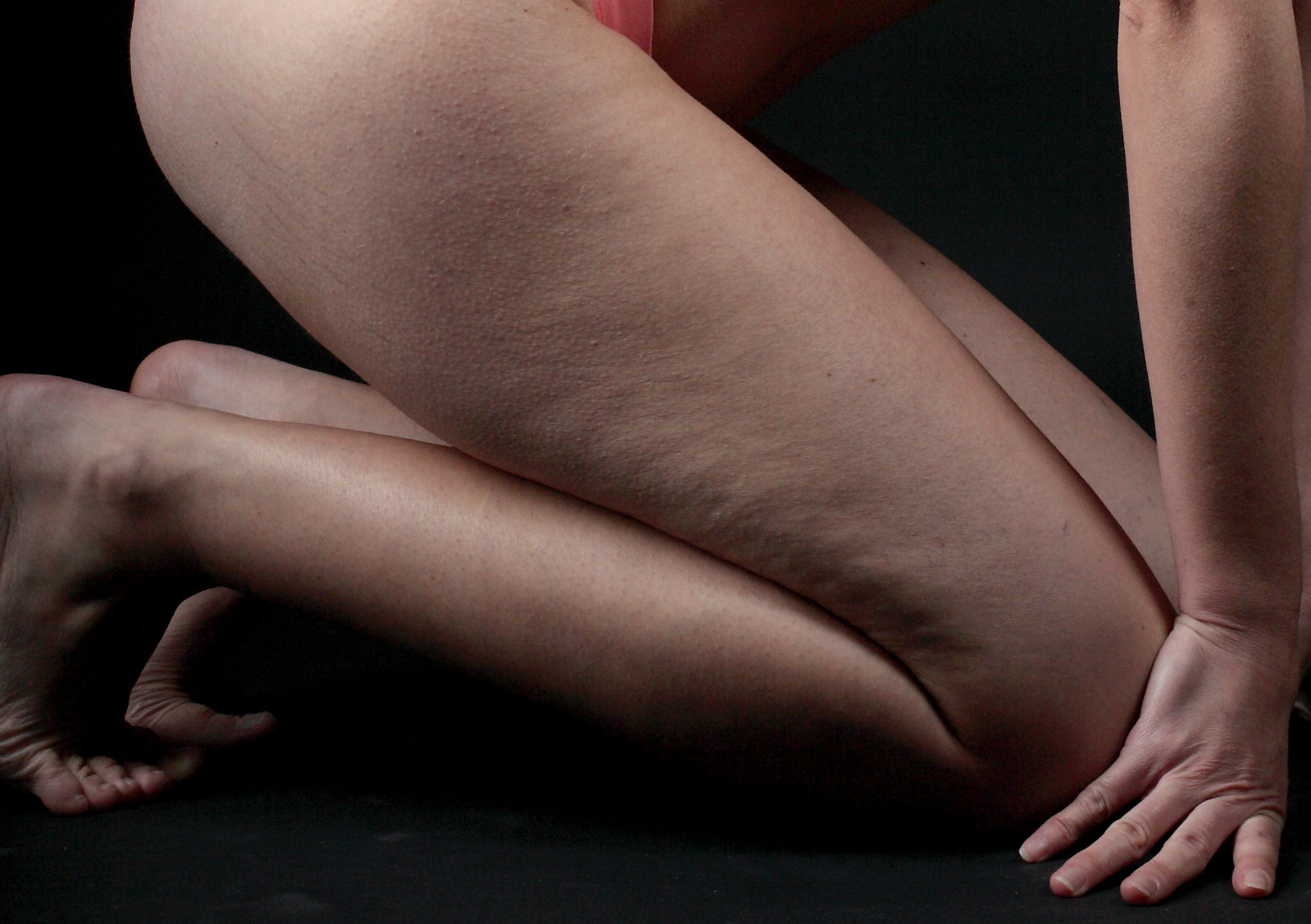
Bodywrapping wird bei Cellulite angewendet.

Bodywrapping (auch: Ganzkörperwickel) ist eine kosmetische Wickelmethode zur Umfangreduzierung, zur Verbesserung des Hauterscheinungsbildes bei Cellulite, zur Hautstraffung, Entgiftung und Hautreinigung.

## Verwendung einer Spezialfolie

### Anwendung
Die zu behandelnde Stelle wird mit einer Wirkstoffcreme (z. B. mit Zimtöl oder Algenextrakt) eingerieben. Anschließend wird eine Spezialfolie fest um die zu behandelnden Problemzonen gewickelt. Nach einer Ruhezeit wird die Folie wieder abgenommen.

### Wirkung
Die Folie übt einen Kompressionsdruck aus. Ist die Folie z. B. um Arme und Beine gewickelt, werden Gewebe und Muskulatur durch den zur Körpermitte hin ausgerichteten Kompressionsdruck gegen Blut- und Lymphbahnen gedrückt. Die Gefäßklappen öffnen sich und der jeweilige Flüssigkeitsfluss wird angeregt. Die Schlacken werden über die größeren Gefäße zu den Ausscheidungsorgangen transportiert.

### Kombinationsmöglichkeiten
Wird mit einer Spezialfolie gearbeitet, ist eine Kombination mit einer Saugpumpenmassage, Rollenmassage, Tiefenwärme oder Lymphdrainage möglich.

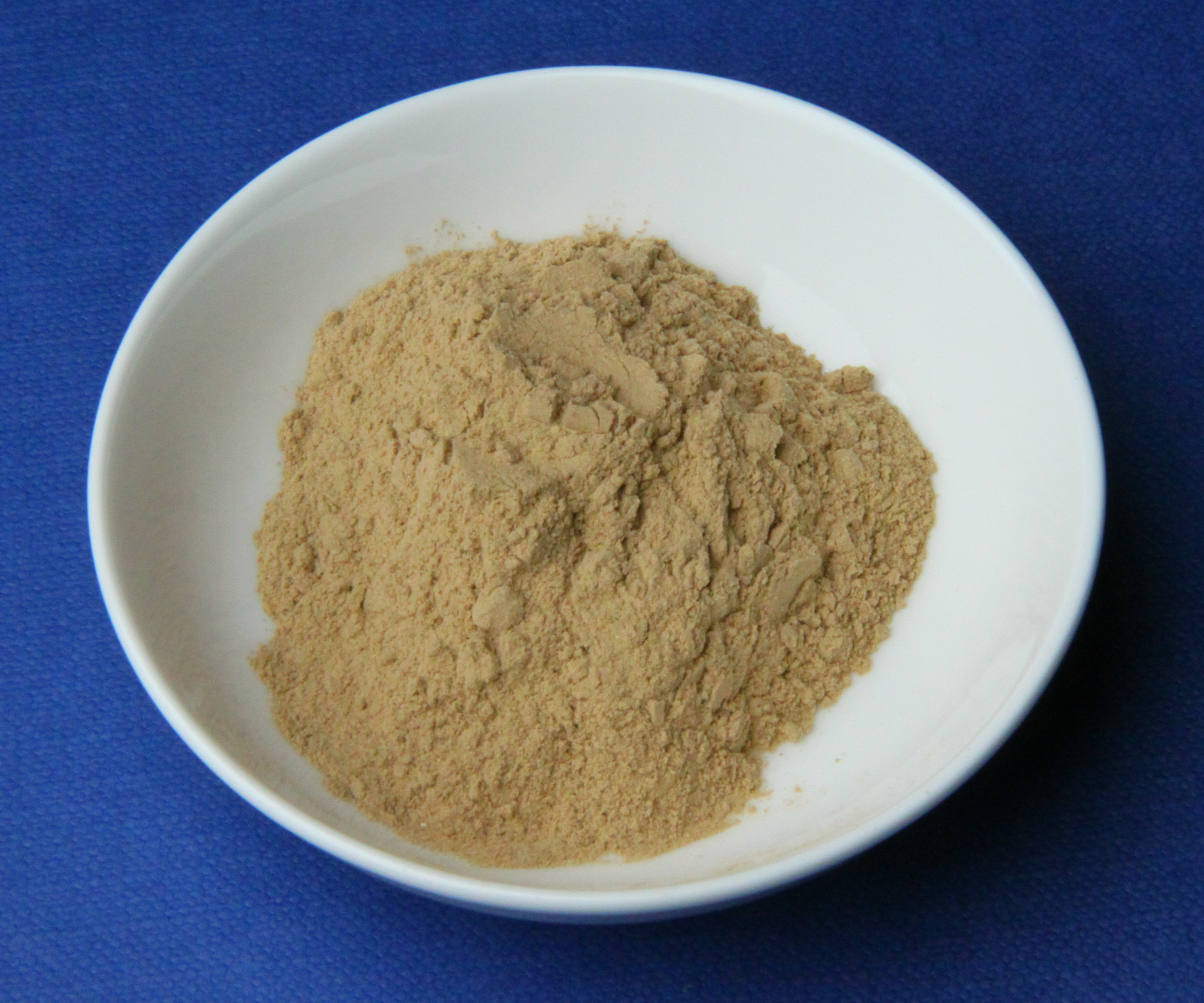
Die Wickelbandagen werden in einer Lösung eingeweicht, in der u. a. Heilerde enthalten ist.

## Verwendung von Wickelbandagen

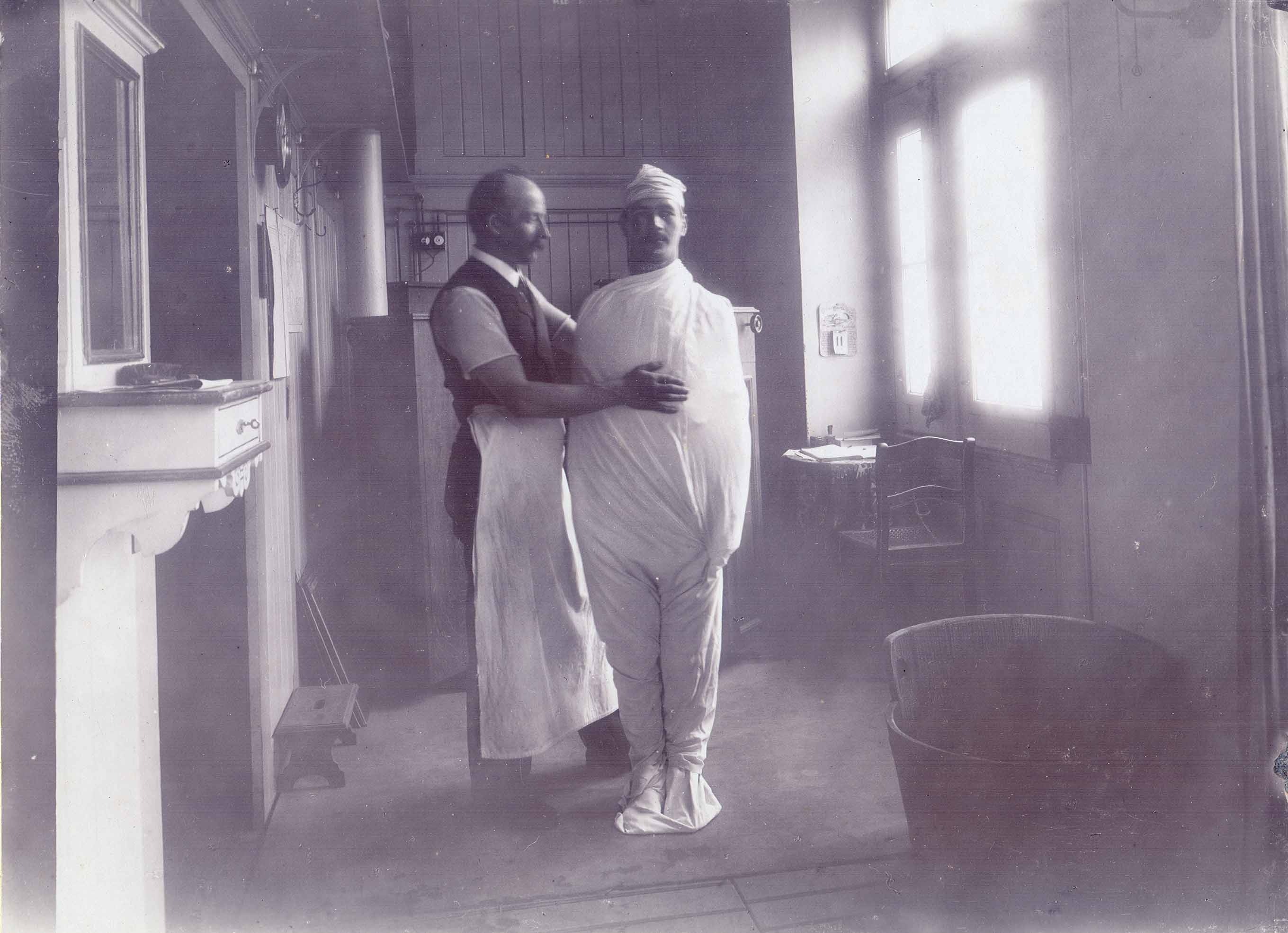
Ganzkörperwickel von Maximilian Bircher-Benner um 1910. Hydrotherapeutische Anwendung im Sanatorium „Lebendige Kraft“.

### Anwendung
Wird mit Wickelbandagen gearbeitet, werden die Bandagen zunächst in eine Lösung aus Heilerde und Mineralien aus dem Toten Meer eingeweicht. Anschließend erfolgt eine Körperwicklung mit den Bandagen. Diese Methode ist nur als Ganzkörperbehandlung geeignet.

### Wirkung
Die Art und Konzentration der Mineralien im Meerwasser entspricht der des Blutes. In den äußeren Geweben des Körpers ist die Mineralstoffkonzentration geringer als in den gefäßnahen Geweben. Mit den Wickeln wird auf die Haut eine hohe Salz- und Mineralienkonzentration aufgebracht. Diese Mineralien gelangen gut in die Haut. Im peripheren Gewebe entsteht ein Konzentrationsüberschuss. Durch den entstehenden Druck von außen schieben die Mineralien die Schlacken und Eiweißfragmente zur Weiterverarbeitung in die Lymphe. Unter diesem Wickel staut sich die Hitze nicht und wirkt deshalb nicht dehydrierend auf das Gewebe.

### Risiken
Die Wickelbandagen sollten nicht bei Schwangerschaft, Emboliegefahr, akuten Entzündungen, Herzbeschwerden und Infekten angewendet werden.